# Heimat (sèrie)
Heimat és una sèrie de pel·lícules escrites i dirigides per Edgar Reitz sobre la vida a Alemanya des de la dècada del 1840 fins al 2000 a través dels ulls d'una família de la zona de Hunsrück a Renània-Palatinat. La vida personal i domèstica de la família es situa en el teló de fons d'esdeveniments socials i polítics més amplis. La durada combinada de les 5 pel·lícules, dividides en 32 episodis, és de 59 hores i 32 minuts, la qual cosa la converteix en una de les sèries de llargmetratges més llargues de la història del cinema.
El títol Heimat és una paraula alemanya, sovint traduïda com a "patria" o "lloc d'origen", però s'ha al·legat que la paraula no té traducció equivalent en altres idiomes. L'ús ha arribat a incloure-la d'una referència irònica al gènere cinematogràfic conegut com Heimatfilm que va ser popular a Alemanya als anys 50. Les pel·lícules de Heimat es van caracteritzar per l'entorn rural, el to sentimental i la moral simplista.
Estèticament, la sèrie destaca pel canvi freqüent entre pel·lícula en color i en blanc i negre per transmetre diferents estats emocionals. El 1987 va guanyar un Premi BAFTA al millor programa de televisió estranger.
La primera pel·lícula "Heimat" va cobrir els anys 1918 a 1982, i es va estrenar el 1984. La va seguir "Die Zweite Heimat" el 1993, que se situa durant la dècada de 1960. El 2003, es va estrenar una seqüela directa d'ambdues pel·lícules, amb actors principals d'ambdues pel·lícules que van tornar com els seus personatges. L'any 2006 es va crear una pel·lícula editant metratges i preses no utilitzats conjuntament, juntament amb material recentment filmat per produir "Heimat Fragments". El 2013 es va estrenar una pel·lícula preqüela de l'original.

## Antecedents

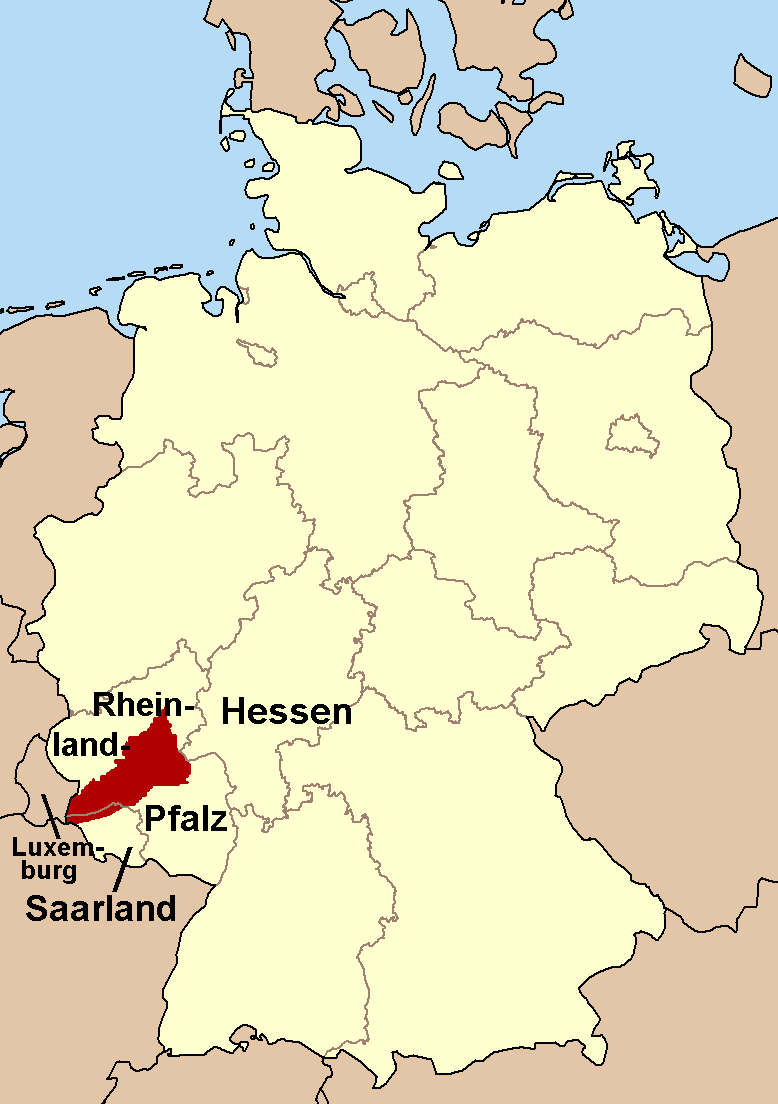
Els Hunsrück, ombrejats en vermell en un mapa de l'Alemanya moderna

### Contes dels pobles de Hunsrück
Abans de crear la sèrie Heimat, Edgar Reitz va produir un documental entre 1980 i 1981 sobre gent de la seva regió natal, el Hunsrück, on més tard va muntar la sèrie Heimat. A Geschichten aus den Hunsrückdörfern (anglès: Contes dels pobles de Hunsrück) va mostrar a persones que no havien marxat de la regió, a diferència del tema de Heimat de sortir de casa. Aquest documental no es considera que formi part de la sèrie central Heimat, però va servir de base per al treball que arribaria uns anys més tard.

### Elements autobiogràfics
El professor de cinema i mitjans de comunicació de Berkeley Anton Kaes va argumentar que la trilogia del cineasta Reitz dauteur era autobiogràfica. Reitz i Paul Simon, el seu personatge de ficció a Heimat, van tenir pares artesans hàbils. Edgar Reitz va néixer el 1932 i Paul Simon el 1898 a Hunsrück. Van créixer allà, després van marxar quan tenien vint anys i van tornar a la cinquantena.:164 Com Hermann Simon als anys 50, Reitz va deixar la vida rural pel món de les arts i la intel·lectualitat d'avantguarda urbana alemanyes. Reitz va treballar a l'Institut de Disseny de Cinema d'Ulm, mentre que Hermann es va convertir en un famós director d'orquestra a Munic. El ric empresari estatunidenc Paul Simon va tornar a Hunsrück només breument quan va acabar la guerra, però el retorn d'Hermann Simon va ser més permanent. Ell i la seva amant Clarissa van restaurar una casa amb vistes al Rin que estava en ruïnes, i finalment van compondre música per representar i celebrar la seva relació a Heimat. Tant Hermann com Reitz "dramatitzaven les tensions entre quedar-se a casa, marxar i tornar" (Kaes 1989:164), Hermann a través de la música i Reitz a través del cinema.

## Desenvolupament

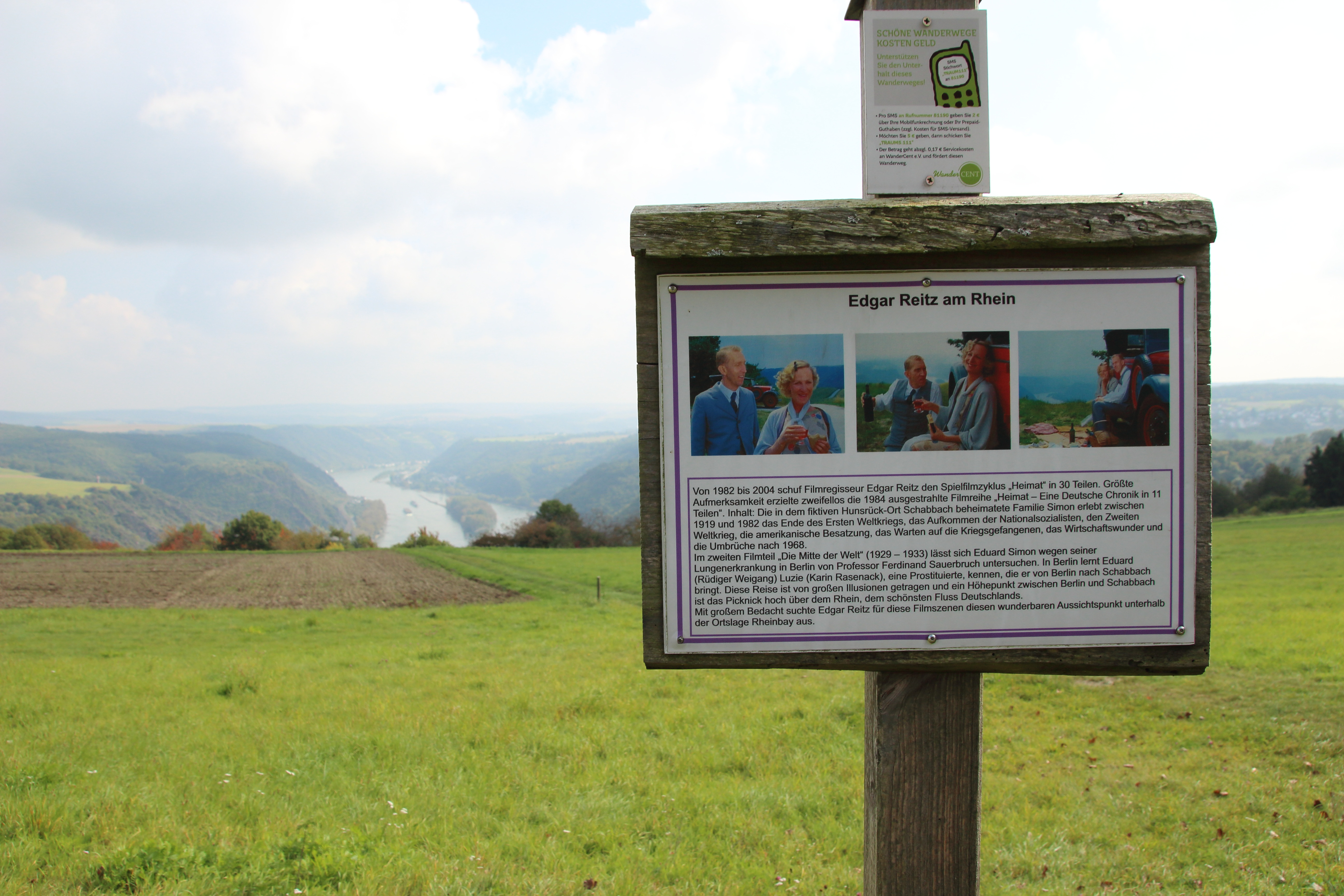
Cartell sobre el rodatge de la segona pel·lícula de la sèrie

Després de veure Holocaust, Reitz es va sentir ofès per la 'melodramatització' nord-americana dels tràgics esdeveniments i la positiva acollida que va rebre la pel·lícula. El 1979, Reitz va començar a prendre notes de la seva pròpia vida i va completar un esborrany de guió de 250 pàgines basat en la seva joventut. Un any més tard Reitz es va posar en contacte amb Peter Steinbach i junts després del que estava previst que fos una sola nit, es van quedar durant els següents tretze mesos en una petita cabana a Woppenroth escrivint un guió. Es van fer amics dels vilatans locals i els van convidar a comentar els personatges i els incidents de la història.
El 1980, Reitz i Steinbach van completar un guió de 2.000 pàgines. L'èxit de Berlin Alexanderplatz havia convençut les productores de televisió que hi havia un mercat per a les sagues. Després d'algun regateig, Reitz va aconseguir finançament per a la durada del guió i la remodelació de cinc pobles de Hunsrück.
El rodatge de la primera pel·lícula va començar el maig de 1981 i va continuar durant divuit mesos. El repartiment estava format per 140 parts parlants, 32 actors a temps complet, 15 actors no professionals i 3.862 figurants. Molts del repartiment tenien una experiència escènica limitada o cap experiència d'actuació. Durant el rodatge, els vilatans es van implicar molt en el projecte i van ajudar a remodelar o establir canvis en funció del període. Els vilatans van publicar anuncis als pobles propers amb l'esperança de trobar articles autèntics que es poguessin utilitzar com a accessoris.
Durant el rodatge, Reitz va decidir que certs elements requerien un èmfasi addicional que només el color podia proporcionar. Tanmateix, Reitz va negar ràpidament qualsevol teoria darrere de les alternances entre blanc i negre i color.
Van caldre tretze mesos per a l'edició amb Reitz treballant al costat de Heidi Handorf. Junts van crear un tall aproximat de divuit hores que després es va retallar a poc més de quinze hores. La postproducció va continuar fins a l'estrena al Festival de Cinema de Munic el 1984. Tot el projecte havia trigat més de cinc anys a completar-se.
Mentre feia Heimat, Reitz s'havia interessat a desenvolupar una sèrie d'històries d'amor amb el títol provisional d'Homes i dones. Tanmateix, l'octubre de 1985, Reitz va decidir fer d'aquests contes la base de Die Zweite Heimat. La pel·lícula segueix el personatge Hermann mentre marxa a estudiar música a Munic i coneix nous amics, que segueixen els seus propis somnis.
Amb una durada de més de 25 hores, Die Zweite Heimat va trigar més de sis anys a escriure i la producció va durar 557 dies, entre 1988 i 1992. El repartiment incloïa 71 actors principals, 310 actors secundaris i 2.300 figurants.

## Pel·lícules
| Pel·lícula | Pel·lícula                                  | Episodis | Estrena     | Estrena                |
| Pel·lícula | Pel·lícula                                  | Episodis | Durada      | Data d'estrena         |
| ---------- | ------------------------------------------- | -------- | ----------- | ---------------------- |
|            | Heimat – Eine deutsche Chronik              | 11       | 15:24 hores | 16 de setembre de 1984 |
|            | Die Zweite Heimat                           | 13       | 25:09 hores | 4 de març de 1993      |
|            | Heimat 3                                    | 6        | 12:41 hores | 15 de desembre de 2004 |
|            | Heimat Fragments                            | 1        | 2:26 hores  | 2 de setembre 2006     |
|            | Die andere Heimat – Chronik einer Sehnsucht | 1        | 3:45 hores  | 28 de setembre de 2013 |

### Heimat
Heimat, la sèrie original, es va estrenar el 1984 i segueix la vida de Maria Simon, una dona que viu al poble fictici de Schabbach. Va ser filmat al poble de Woppenroth i als voltants de Rhein-Hunsrück, una regió rural d'Alemanya a l'oest de Renània-Palatinat. Subtitulat Eine Deutsche Chronik, consta d'11 episodis que duran un total de 15 hores i 24 minuts de pantalla. La pel·lícula abasta entre 1919 i 1982 i mostra com els esdeveniments històrics afecten la família Simon i la comunitat on vivien. Al començament de cada episodi, Karl Glasisch narra la història sobre fotografies d'Eduard Simon. La versió remasteritzada digitalment va fusionar alguns dels episodis junts, donant lloc a set episodis en lloc d'onze. No es va tallar cap material.
| Episodis de Heimat | Episodis de Heimat                                                     | Episodis de Heimat | Episodis de Heimat | Episodis de Heimat     | Episodis de Heimat |
| No.                | Títol                                                                  | Ambientació        | Durada             | Dada d’estrena         |                    |
| ------------------ | ---------------------------------------------------------------------- | ------------------ | ------------------ | ---------------------- | ------------------ |
| 1                  | "Nostàlgia de terres llunyanes" "Fernweh"                              | 1919–1928          | 119 minuts         | 16 de setembre de 1984 |                    |
| 2                  | "El centre del món" "Die Mitte der Welt"                               | 1929–1933          | 90 minuts          | 19 de setembre de 1984 |                    |
| 3                  | "El millor Nadal de sempre" "Weihnacht wie noch nie"                   | 1935               | 58 minuts          | 23 de setembre de 1984 |                    |
| 4                  | "La carretera" "Reichshöhenstraße"                                     | 1938               | 58 minuts          | 26 de setembre de 1984 |                    |
| 5                  | "Amunt i allà i tornada" "Auf und davon und zurück"                    | 1938–39            | 59 minuts          | 8 d'octubre de 1984    |                    |
| 6                  | "El front intern" "Heimatfront"                                        | 1943               | 59 minutes         | 15 October 1984        |                    |
| 7                  | "L'amor dels soldats" "Die Liebe der Soldaten"                         | 1944               | 59 minuts          | 22 d'octubre de 1984   |                    |
| 8                  | "L’americà" "Der Amerikaner"                                           | 1945–1947          | 102 minuts         | 31 d'octubre de 1984   |                    |
| 9                  | "El petit Hermann" "Hermännchen"                                       | 1955–1956          | 138 minuts         | 4 de novembre de 1984  |                    |
| 10                 | "Els anys orgullosos" "Die stolzen Jahre"                              | 1967–1969          | 82 minuts          | 21 d'octubre de 1984   |                    |
| 11                 | "La festa dels vius i els morts" "Das Fest der Lebenden und der Toten" | 1982               | 100 minuts         | 24 d'octubre de 1984   |                    |

### Die zweite Heimat
Die zweite Heimat (literalment "El segon Heimat"; títol en anglès Heimat 2) (subtitulat Chronik einer Jugend — Crònica d'una joventut) va seguir el 1992. Està ambientat durant la convulsió social de la dècada de 1960 i representa com el fill petit de Maria, Hermann, abandona la seva casa rural i fa una nova vida com a compositor a Munic.
Hermann és un prodigi musical, el romanç d'adolescent del qual el 1955 amb l'ànima bessona de 26 anys Klärchen va ser considerat escandalós pel seu poble natal conservador. Com a resultat, la van expulsar i la van obligar a no tornar-hi a contactar mai més. Hermann es va sentir aixafat i va prometre no estimar mai més i deixar el seu poble per sempre. Va arribar a Munic als 19 anys, aclaparat i sense lloc on allotjar-se. Troba una habitació privada disponible en un mes, deixant el dipòsit a una dona hongaresa extravagant. La seva amiga Renate, una estudiant de dret, permet a l'Hermann dormir al seu pis, però ell es veu desanimat pels seus avenços sexuals. Finalment es queda amb Clemens, un company d'Hunsrücker que toca la bateria de jazz als clubs de Munic. Hermann és acceptat al conservatori de música, on coneix el talentós Juan de Xile, la sol·licitud del qual és rebutjada perquè les seves marimbes són "folklore". Hermann i Juan connecten dins de la cultura de l'avantguarda que envolta el conservatori, que inclou estudiants de cinema, mentre que Hermann fa feines ocasionals i Juan treballa com a professor de gimnàstica. Tant Juan com Hermann tenen una breu aventura amb la bella violoncel·lista Clarissa, que se sent atreta pels qui també temen la intimitat. A poc a poc, els estudiants se senten atrets pel Foxhole, una mansió encapçalada per una rica mecenes de l'art que es diu que és un "col·leccionista d'artistes". El 2022 es va publicar un remaster de "Die Zweite Heimat".
| Episodis de Die Zweite Heimat | Episodis de Die Zweite Heimat                                  | Episodis de Die Zweite Heimat | Episodis de Die Zweite Heimat | Episodis de Die Zweite Heimat | Episodis de Die Zweite Heimat |
| No.                           | Títol                                                          | Període                       | Personatge principal          | Durada                        | Data d’estrena                |
| ----------------------------- | -------------------------------------------------------------- | ----------------------------- | ----------------------------- | ----------------------------- | ----------------------------- |
| 1                             | "El temps de les primeres cançons" "Die Zeit der ersten Liede" | 1960                          | Hermann                       | 116 minuts                    | 4 de març de 1993             |
| 2                             | "Dos ulls forasters" "Zwei fremde Augen"                       | 1960–61                       | Juan                          | 115 minuts                    | 7 de març de 1993             |
| 3                             | "La gelosia i l'orgull" "Eifersucht und Stolz"                 | 1961                          | Evelyne                       | 116 minuts                    | 11 de març de 1993            |
| 4                             | "La mort d'Ansgar" "Ansgars Tod"                               | 1961–62                       | Ansgar                        | 100 minuts                    | 14 de març de 1993            |
| 5                             | "El joc amb la llibertat" "Das Spiel mit der Freiheit"         | 1962                          | Helga                         | 120 minuts                    | 18 de març de 1993            |
| 6                             | "Els fills de Kennedy" "Kennedys Kinder"                       | 1963                          | Alex                          | 109 minuts                    | 21 de març de 1993            |
| 7                             | "Llops de nadal" "Weihnachtswölfe"                             | 1963                          | Clarissa                      | 110 minuts                    | 25 de març 1993               |
| 8                             | "El casament" "Die Hochzeit"                                   | 1964                          | Schnüsschen                   | 120 minuts                    | 28 de març de 1993            |
| 9                             | "La filla eterna" "Die ewige Tochter"                          | 1965                          | Fräulein Cerphal              | 118 minuts                    | 1 d'abril de 1993             |
| 10                            | "La fi del futur" "Das End der Zukunft"                        | 1966                          | Reinhard                      | 131 minuts                    | 4 d'abril de 1993             |
| 11                            | "Temps de silenci" "Die Zeit des Schweigens"                   | 1967–68                       | Rob                           | 118 minuts                    | 8 d'abril de 1993             |
| 12                            | "Un temps de moltes paraules" "Die Zeit der vielen Worte"      | 1968–69                       | Stefan                        | 119 minuts                    | 11 d'abril de 1993            |
| 13                            | "Art o vida" "Kunst oder Leben"                                | 1970                          | Hermann & Clarissa            | 119 minuts                    | 11 d’abril de 1993            |

### Heimat 3
Heimat 3 (subtitada Chronik einer Zeitenwende — Crònica d'un temps canviant) es va estrenar el 2004. Continua la història d'Hermann el 1989 quan torna a Schabbach i representa els esdeveniments del període des de la caiguda del mur de Berlín fins a l'any 2000. La versió cinematogràfica consta de sis capítols que duran 11 hores i 29 minuts, tot i que, de manera controvertida, la versió emesa a la cadena de televisió alemanya ARD al desembre El 2004 es va editar a sis episodis de 90 minuts i és aquesta versió un 20% més curta que es va publicar en DVD.
| Episodis de Heimat 3 | Episodis de Heimat 3                                         | Episodis de Heimat 3 | Episodis de Heimat 3 | Episodis de Heimat 3   | Episodis de Heimat 3 |
| No.                  | Títol                                                        | Període              | Durada               | Data d'estrena         |                      |
| -------------------- | ------------------------------------------------------------ | -------------------- | -------------------- | ---------------------- | -------------------- |
| 1                    | "La gent més feliç del món" "Das glücklichste Volk der Welt" | 1989                 | 106 minuts           | 15 de desembre de 2004 |                      |
| 2                    | "Els campions del món" "Die Weltmeister"                     | 1990                 | 100 minuts           | 17 de desembre de 2004 |                      |
| 3                    | "Els russos vénen" "Die Russen kommen"                       | 1992–93              | 124 minuts           | 20 de desembre de 2004 |                      |
| 4                    | "Tothom va bé" "Allen geht's gut"                            | 1995                 | 132 minuts           | 22 de desembre de 2004 |                      |
| 5                    | "Els hereus" "Die Erben"                                     | 1997                 | 103 minuts           | 27 de desembre de 2004 |                      |
| 6                    | "Adéu a Schabbach" "Abschied von Schabbach"                  | 1999–2000            | 105 minuts           | 29 de desembre de 2004 |                      |

### Heimat-Fragmente
Heimat-Fragmente, subtitlada Die Frauen — Les Dones, es va estrenar als cinemes el 2006 i se centra en les dones de la família Simon al tombant de mil·lenni, i a la dècada de 1960. Utilitza escenes i preses suprimides de les pel·lícules anteriors, juntament amb material recentment filmat per crear una narració que se centra principalment en la Lulu mirant enrere la seva història familiar.

### Die andere Heimat
L'abril de 2012, Reitz va començar a filmar una preqüela de la sèrie: Die andere Heimat (literalment "L'altra Heimat"), amb el subtítol Chronik einer Sehnsucht — Crònica d'una visió. La pel·lícula té lloc entre 1840 i 1844 i se centra en dos germans, les seves famílies i relacions amoroses de la zona de Hunsrück i la seva decisió de fugir de la fam i la pobresa emigrant al Brasil. El rodatge principal es va completar l'agost de 2012. Es va projectar al Festival Internacional de Cinema de Venècia el setembre de 2013. La pel·lícula va ser premiada una puntuació de 70 al lloc web de l'agregador crític Metacritic, que indica ressenyes generalment favorables.

## Repartiment

### Heimat
- Marita Breuer com a Maria Simon (de soltera Wiegand) (7 d'agost de 1900 - 18 de setembre de 1982)
- Michael Lesch (episodis 1 i 2) i Dieter Schaad (episodis 8, 10 i 11) com a Paul Simon (1898–1984)
- Karin Kienzler (episodis 1 i 2) i Eva Maria Bayerwaltes (episodis 3–8) com a Pauline Kröber (de soltera Simon) (1904–75)
- Rüdiger Weigang com a Eduard Simon (1897–1967)
- Gertrud Bredel com a Katharina Simon (née Schirmer) (10 de novembre de 1875 - 10 de maig de 1947)
- Willi Berger com a Mathias Simon (11 de juny de 1872 - 23 de gener de 1945)
- Johannes Lobewein com Alois Wiegand (1870–1965)
- Kurt Wagner com a Glasisch-Karl (1900–1982)
- Eva Maria Schneider com a Marie-Goot (1882–1960)
- Alexander Scholz com a Hänschen Betz (1908 - 15 de gener de 1944)
- Arno Land com a Robert Kröber (1902–1944)
- Karin Rasenack com a Lucie Simon (de soltera Hardtke) (1906–1978)

### Die Zweite Heimat
- Henry Arnold com a Hermann Simon (29 de maig de 1940–). Va marxar de casa el 2 de setembre de 1960 després de prometre no estimar mai més. S'enamora de la Clarissa.
- Salome Kammer com a Clarissa Lichtblau (c.1940–). Tocar el violoncel de manera obsessiva. Té una relació amb Volker i, breument, amb Juan. S'enamora d'Hermann
- Anke Sevenich com a Waltraud 'Schnüsschen' Schneider (c.1940–). Un amic d'infància d'Hermann.
- Noemi Steuer com a Helga Aufschrey (juny de 1939–). Un estudiant problemàtic que s'enamora d'Hermann. Té una vida difícil.
- Daniel Smith com a Juan Subercasseaux (c.1940–). És de Xile i parla onze llengües. Acaba sent cuidat per Elizabeth Cerphal.
- Gisela Müller com a Evelyne Cerphal (juliol de 1942–). Després de descobrir que la seva mare no és la seva mare biològica, busca la seva mare real amb l'ajuda d'Ansgar i Frau Ries.
- Michael Seyfried com Ansgar Herzsprung (1938–1962). Va estudiar medicina.
- Michael Schönborn com a Alex (c.1935–). Estudiant de filosofia.
- László I. Kish com a Reinhard Dörr. Estudiant de cinema
- Peter Weiss com a Rob Stürmer. Estudiant de cinema.
- Frank Röth com a Stefan Aufhauser. Estudiant de Dret.
- Lena Lessing com a Olga Müller. Aspirant a actriu. Té relacions amb Ansgar i Reinhard.
- Armin Fuchs com a Volker Schimmelpfennig. Estudiant superior de música.
- Martin Maria Blau com a Jean-Marie Weber (1939– ) Quan era nen, va viure a Narbona, al sud de França i va anar a un internat a França i Suïssa.
- Franziska Traub com a Renate Leineweber (c.1942–). Era estudiant de dret, però després de conèixer Hermann segueix els seus somnis de ser intèrpret.
- Hannelore Hoger com a Elizabeth Cerphal (1911–). La tia i la germana gran d'Evelyne Arno, el pare d'Evelyne (8 d'agost de 1919) que va morir el 1941.
- Manfred Andrae com a Gerold Gattinger Viu amb Elizabeth i s'encarrega de les seves finances.
- Hanna Köhler com a Frau Moretti. Originalment permet a Hermann quedar-se a la seva habitació lliure. Ella es converteix en una admiradora d'ell.
- Fred Stillkrauth com a Kohlen-Josef. Propietari del parc de carbó on viuen Hermann i Clemens als primers episodis.
- Alfred Edel com a Herr Edel (c.1910–1961). Un home que explica a tots els joves estudiants la història de Munic i els famosos filòsofs i artistes.
- Veronica Ferres com a Dorli. Un amic de l'Helga.
- Irene Kugler com a Marianne Westphal (1929–). Un amic de l'Helga que sedueix a Hermann al cinquè episodi.
- Daniel Much com Tommy (c.1950). Hermann li ensenya piano al cinquè episodi.
- Eva Maria Schneider com a Marie-Goot. La bestia d'Hermann.
- Eva Maria Bayerwaltes com a Pauline Kröber. Tia postissa d'Hermann.
- Kurt Wagner com a Glasisch Karl.

## Personatges

### Família Simon
- Matthias Simon (11 de juny de 1872 – 23 de gener de 1945), ferrer casat amb Katharina Schirmer (1875–1947). Són pares d'Eduard, Pauline i Paul.
  - Eduard Simon (1897–1967), alcalde de Rhaunen que era convençut ben aviat que hi havia or als rierols de Hunsrück. Sempre tenia problemes amb els pulmons; durant el tractament a Berlín, va conèixer i més tard es va casar amb Lucie Hardtke (1906–1978), una madam de prostíbul que va abraçar la vida a Hunsrück. Van tenir un fill, Horst Simon (1934–1948), que va ser assassinat jovenet, després de descobrir una mina terrestre al bosc.
  - Paul Simon (1898–1984), propietari de Simon Electric. Es va casar amb Maria Wiegand el 1922 i va ser pare d'Anton i Ernst (vegeu Maria Wiegand a continuació). Després de tornar del front a la Primera Guerra Mundial, Paul es va sentir claustrofòbic a la societat Hunsrück i va fugir als Estats Units el 1928 per iniciar Simon Electric a Detroit, Michigan. Va tornar el 1945 i va visitar-lo fins al 1947. Va tornar a marxar el dia del funeral de la seva mare.
  - Pauline Simon (1904–1975), ajudant de la propietària de la joieria. Es va casar amb el rellotger Robert Kröber (1897–1944). Tots dos es van fer modestament rics durant la dècada de 1930. Pares de Gabi (1935– ) i Robert (1937– ).

### Família Wiegand
- Alois Wiegand (1870–1965), alcalde de Schabbach que es va casar amb Martha Wiegand (1878–1945). Pares de Gustav, Wilfried i Maria. Alois va ser un home ric abrasiu que va adoptar els símbols d'estatus, i més tard es va convertir en partidari dels nazis. Amb el seu fill de les SS Wilfried va supervisar la lleialtat del poble a Hitler durant la Segona Guerra Mundial.
  - Gustav Wiegand (1897–1917), va morir com a soldat de la Primera Guerra Mundial. No casat; sense fills.
  - Wilfried Wiegand (1915–1972), membre de les SS durant la guerra. Va executar un pilot britànic amb fals pretext. En una festa de Schabbach va revelar que els jueus es trobaven "amunt de la xemeneia" i en la línia de Heinrich Himmler va lamentar com els seus companys de les SS patien aquesta tasca desagradable. Es va convertir en pagès després de la guerra i també va ser membre de la Unió Democràtica Cristiana. No es va casar i no va tenir fills.
  - Maria Wiegand Simon (7 d'agost de 1900 – 18 de setembre de 1982), matriarca de la família després de la Segona Guerra Mundial. Es va casar amb Paul Simon i va donar a llum a Anton i Ernst. Va donar a llum el 1940 a Hermann, amb Otto Wohlleben (1902–1944), un enginyer mig jueu que va arribar a treballar en una nova carretera abans de l'esclat de la guerra, i va morir desactivant una bomba.
    - Anton Simon (1923–1995), propietari de la fàbrica Simon Optical. Casat amb Martha Hanke (1924–1987). Va tenir família nombrosa nascuda entre 1945 i 1953: Marlies, Hartmut, Dieter, Helga i Gisela. Anton va treballar per a una unitat de propaganda de l'exèrcit alemany durant la Segona Guerra Mundial i va servir al front oriental. Hi ha una escena que el mostra filmant execucions individuals; gairebé segur que són partisans, ja que l'època és l'any 1943 (i les execucions generalitzades al camp havien cessat per ordre de Himmler) i també el fet que la tripulació de metralladores que porta a terme les execucions eren habituals de l'exèrcit alemany i no Einsatzgruppen. Després de la derrota alemanya i el posterior empresonament en un camp de treball rus, Anton va tornar a casa a Alemanya a finals dels anys quaranta. Va arribar el 10 de maig de 1947, després de caminar cinc mil quilòmetres. Va fundar Simon Optical amb la inversió del pare Paul.
    - Ernst Simon (1924–1997), pilot de la Luftwaffe i propietari d'un negoci de construcció. Tenia una aptitud inicial per volar. Després de la guerra va intentar sense èxit operar un negoci d'helicòpters. A la dècada de 1960 va iniciar un pròsper negoci de reforma d'habitatges que va destruir l'arquitectura tradicional del poble.
    - Hermann Simon (1940– ), director d'orquestra i compositor. Als 15 anys estava enamorat de Klärchen Sisse, de 26, que va abandonar la zona després que es descobrís la seva aventura. Es va allunyar de l'Hunsrück als 18 anys per estudiar música a Munic.

### Família Schirmer
- Katharina Schirmer (10 de novembre de 1875 – 10 de maig de 1947), matriarca de la família abans de la Segona Guerra Mundial. Casat amb Matthias Simon (vegeu Matthias Simon més amunt).
- Marie-Goot Schirmer (1882–1960), germana de Katharina Simon, casada amb Mäthes-Pat (1869–1949). Marie-Goot es caracteritza com una veïna xafarderia.
  - Karl Glasisch (1900–1982), fill de Marie-Goot. Mäthes-Pat no és el seu pare. Al llarg de la pel·lícula va ser el borratxo simpàtic i bondadós de Schabbach, desvinculat de la vida del poble però veient-ho tot. Fa de narrador de la història.
- Hans Schirmer (20 d'abril de 1873 – 1943), va viure a Bochum. Pare de Fritz i germà de Katharina. Va ser recordat per tenir el mateix aniversari que Hitler.
  - Fritz Schirmer (1903–1937), jove simpatitzant comunista que va viure a Bochum. Es va casar amb Alícia (1902-1945). Pares de Lotti i Ursel. Fritz va ser enviat a un camp de concentració, però més tard va ser alliberat amb la condició que es mantingués al marge de qualsevol activitat política.
    - Lotti Schirmer (1923– ), secretària en cap de Simon Optical. Càmera de Bochum amb Katherina després que el seu pare fos arrestat. Després de la Segona Guerra Mundial va ser una noia soltera despreocupada, amiga de Klärchen Sisse, i més tard es va casar amb Sepp Vilsmeier (1920–). Nens vietnamites adoptats Hoa (1973–) i Hou (1975–).
    - Ursel Schirmer (1936–1945). Va morir durant un atac aeri.

  - Walter Schirmer (1899–1943), de Bochum, es va casar amb Lilli (1901–1969). Sense fills.

### Altres personatges
- Klärchen Sisse (1929–), va treballar a Simon Optik i era amic de Lotti Schirmer. Entra a la història l'any 1945, com a refugiada de 16 anys d'altres llocs d'Alemanya a qui Ernst li ha aconsellat que vagi a casa de la seva mare a Schabbach, on serà "cuidada". Tal com ell diu, Klärchen és acceptat a la casa de Simon i tractat efectivament com un de la família, i finalment guanya una posició amb Simon Optik. Una història d'amor de 1956 amb Hermann Simon, que és 11 anys més jove que ella, fa que es quedi embarassada, abandoni el poble i avorti.
- Apollonia (c.1900–?), breu interès amorós per Paul Simon c. 1920. Va ser ostracitzat a Schabbach per la seva pell fosca. Va tenir un fill d'un francès i es va traslladar a França, per no ser vist mai més.
- Martina (c.1910 – 1945), una prostituta de Berlín i amiga de Lucie Hardtke que va intentar portar el seu comerç a l'Hunsrück. Estava enamorat de Pollak (1910–1945), tots dos van morir a Berlín.
- Hänschen Betz (c.1908 – 15 de gener de 1944), fill del fabricant de cistelles Schabbach, va tenir un ull ferit des de la infància. Amb l'encoratjament dels soldats es va convertir en un tirador. Va morir al front rus durant la Segona Guerra Mundial, per la qual cosa Eduard va sentir una certa responsabilitat per haver encoratjat la pràctica de tir de Hänschen quan era jove.
- Fritz Pieritz (c.1902–?), bon assistent d'Otto Wohlleben, més tard va treballar per a Anton Simon a Simon Optik.
- Denise de Gallimasch (c.1900–?), una geneta francesa de noblesa discutible en ruta de París a Berlín.

## Recepció

### Llançament i premis
Després d'estrenar-se a Alemanya, Heimat es va mostrar als festivals de Venècia, Londres i Nova York. Es va mostrar a les pantalles de cinema de tot el món en parts separades. No obstant això, va guanyar la seva exposició mundial a la televisió, a 26 països. Per tal de donar forma a la pel·lícula en onze episodis, Reitz va idear segments introductoris en què Kurt Wagner com Glasisch narrava la breu història fins ara, sobre fotografies d'Eduard Simon. A Alemanya, l'emissió va rebre més de quinze milions d'espectadors.
Heimat li va valer a Edgar Reitz el Premi FIPRESCI a la 41a Mostra Internacional de Cinema de Venècia, mentre que Marita Breuer va guanyar el premi Darsteller per als Millor actriu als Bayerischer Filmpreis de 1985. Al Regne Unit, la pel·lícula va guanyar un Premi BAFTA i del premi London Film Critics' Circle a la millor pel·lícula en llengua estrangera.
Die Zweite Heimat es va estrenar a la Biennal de Venècia i els drets d'emissió van ser comprats per companyies de televisió de 16 països diferents. No obstant això, els patrocinadors alemanys es van mostrar decebuts per haver rebut un percentatge de visualització menor que el primer. Reitz va dir que els executius van passar per alt el fet que l'any 1984 només existien tres canals en comparació amb més de vint el 1992. Als Estats Units, la pel·lícula va tenir una curta presentació a Nova York a The Public Theater. També es va projectar al Museum of Fine Arts, Boston i a diversos Goethe Institute arreu del país. No va ser contractat per a la televisió per les xarxes de cable estatunidenques.
A Itàlia, la pel·lícula es va projectar en un gran local de Roma, que havia esgotat les entrades setmanalment. Reitz va rebre el premi Eurofipa d'Honneur al 47è Festival Internacional de Cinema de Canes el 1994.

### Recepció crítica
Heimat va rebre elogis arreu del món. Molts es van mostrar entusiasmats com mai s'havia sentit com una pel·lícula de televisió, sinó una experiència cinematogràfica. Molts dels temes elogiats a través de la pel·lícula sobre marxar i tornar i simplement com ens connectem amb el món més gran des de casa nostra. Reitz va rebre milers de cartes de gent corrent, agraint-li per recuperar i desbloquejar els seus records del període 1919-1982. No obstant això, la crítica Leonie Naughton va acusar la pel·lícula de presentar una "història burgesa del Tercer Reich, una història casolana d'innocència." 
Die Zweite Heimat va rebre una càlida acollida als Estats Units. La cobertura de la premsa nacional es va limitar a una única ressenya de Stephen Holden a The New York Times, que va descriure a Hermann Simon com "un romàntic de cap calent" i la pel·lícula com una "sèrie de 13 episodis lírica i apassionant alternativament". sobre la vida alemanya als anys 60. Holden també va declarar que la pel·lícula era "la telenovel·la definitiva per sofà i patates".

### Impacte durador
Heimat va ser una de les pel·lícules preferides del director Stanley Kubrick. Fou classificada en el número 59 de "The 100 Best Films Of World Cinema" de 2010 de la revista Empire. També va acabar en 6è lloc quan BBC Two va fer una enquesta del 40è aniversari per celebrar els millors programes de l'emissora i va ser 10è als 50 Greatest TV Dramas de Channel 4.
Heimat s'ha enfrontat a algunes crítiques per la seva interpretació selectiva de la història alemanya, alguns escriptors assenyalen que hi ha un tractament limitat de l'espiral hiperinflacionista dels anys 20, la Gran Depressió, o certs aspectes de la història nazi com l'Holocaust de la Segona Guerra Mundial.:182–192 El 1985, Timothy Garton Ash va escriure a The New York Review of Books que:
| « | Quan mostres la dècada de 1930 com una època daurada de prosperitat i emoció al camp alemany, quan mostres els alemanys com a víctimes de la guerra, llavors inevitablement et preguntes: Però què passa amb l'altre costat? Què passa amb Auschwitz? On és el judici moral del director? A la qual cosa els filtres de color responen insistentment: 'Recorda, recorda, aquesta és una pel·lícula sobre el que recorden els alemanys. Algunes coses que recorden a tot color. Alguns en sèpia. D'altres prefereixen oblidar. La memòria és selectiva. La memòria és parcial. La memòria és amoral.' | » |

Els temes de Heimat dels decadents valors nord-americans i la cobdícia corporativa occidental que s'aixequen contra la senzillesa innocent de l'Hunsrück s'han vist com "ressuscitant un discurs que va prevaler al segle XIX sobre la modernització de la societat i l'economia d'Alemanya... no és possible cap compromís ni equilibri delicat".
Barbara Gabriel va argumentar que la sèrie formava part d'un moviment més gran de treball de memòria nacional a Alemanya, provocat en part per la sèrie de televisió estatunidenca Holocaust. A mesura que l'art europeu en general i l'art alemany en particular van experimentar un ressorgiment a la dècada de 1960, artistes com Günter Grass i Edgar Reitz van captar l'atenció internacional mentre lluitaven amb qüestions d'identitat en una Alemanya dividida després de l'Holocaust.